# 滨河圣皮埃尔
滨河圣皮埃尔（法語：Saint-Pierre-de-Rivière，法語發音：[sɛ̃ pjɛʁ də ʁivjɛʁ]）是法国阿列日省的一个市镇，位于该省中部，属于富瓦区。

## 地理
滨河圣皮埃尔（42°57'39"N, 1°33'34"E）面积2.35 平方千米，位于法国奧克西塔尼大區阿列日省，该省份为法国西南部内陆省份，西部和北部与上加龙省接壤，东临奥德省，东南至东比利牛斯省接壤，南与安道尔和西班牙接壤。
与滨河圣皮埃尔接壤的市镇（或旧市镇、城区）包括：贝纳克、布拉萨克、科斯、富瓦、加纳克、圣马丹德卡拉尔普、阿尔热河畔塞尔。

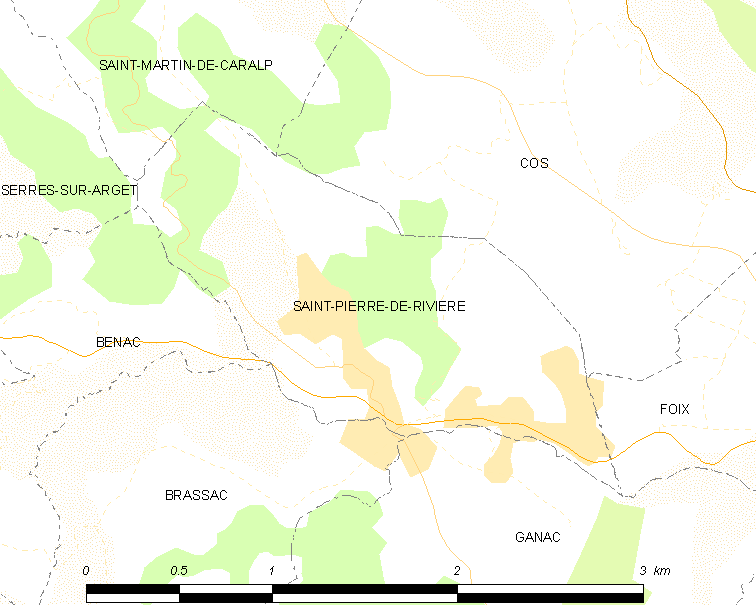
滨河圣皮埃尔的OSM定位图

滨河圣皮埃尔的时区为UTC+01:00、UTC+02:00（夏令时）。

## 行政
滨河圣皮埃尔的邮政编码为09000，INSEE市镇编码为09273。

## 政治
滨河圣皮埃尔所属的省级选区为富瓦县。

## 人口

1962-2008年间滨河圣皮埃尔人口变化图示

滨河圣皮埃尔于2022年1月1日时的人口数量为676人。